# きらめき (列車)
1. 官兵衛きらめきに使用されていたラッピング編成
2. 885系の「きらめき」行先表示

きらめきは、九州旅客鉄道（JR九州）が行橋駅・門司港駅・小倉駅 - 博多駅間を日豊本線・鹿児島本線経由で運行する特急列車である。特急「ソニック」とともに北九州市 - 福岡市間の都市間輸送（インターアーバン）を担っている。
本項では、柳ヶ浦駅・中津駅 - 博多駅間で運行されていた臨時特急「官兵衛きらめき」（かんべえきらめき）についても記載する。

## 概要
特急「きらめき」は、2000年（平成12年）3月11日にそれまで「つばめ102号」や「にちりん101号」として運行されていた、博多発門司港行きの特急に独立した列車名を与える形で設定された。翌2001年（平成13年）3月3日には「ホームライナー」「エアポートライナー」などの乗車整理券が必要な快速列車を全て「きらめき」に編入し、種別統一を図った。ただし、「ホームライナー」時代は乗車整理券300円で着席が保証されたが、「きらめき」は普通車を自由席のみとしたため、特急券510円（25 kmまでは300円）を払っても着席が保証されなくなった。そのため、連結両数が多めに設定されていた。
運行当初から前身の列車を受け継ぐ形でホームライナーに近い形態で運行され、朝もしくは夕方以降の運行に限られてきたが、2011年（平成23年）3月12日に九州新幹線鹿児島ルートの全線開業に伴い廃止された「リレーつばめ」・「有明」の門司港駅・小倉駅 - 博多駅間は「きらめき」に編入する形で存続することになり、日中の運転も含めて本数が大幅に増えていた。だがその後の利用不振により2014年（平成26年）、2018年（平成30年）、2021年（令和3年）に本数の削減が行われて、現在は再びホームライナー的な運行形態に戻っている。
なお、「きらめき」の列車名は1988年（昭和63年）3月13日から1997年（平成9年）3月21日まで、西日本旅客鉄道（JR西日本）が北陸本線の米原駅 - 金沢駅間で運行する速達形特急の愛称に用いられていた（「しらさぎ」の項を参照）。

## 運行概況
2025年（令和7年）3月15日時点で、定期列車は門司港駅 - 博多駅間に下り2本・上り5本、小倉駅 - 博多駅間に下り1本・上り2本、行橋駅 - 博多駅間に下り（博多行き）1本の、合計下り4本・上り7本が運転されている。行橋駅始発列車は小倉駅を境に上下方向が切り替わるが、列車号数は鹿児島本線での方向に合わせて奇数となっている。
2011年（平成23年）3月12日のダイヤ改正で大幅に増発され、小倉駅 - 博多駅間では早朝・夜間を除き「ソニック」2本、「きらめき」1本により特急を約20分間隔で運転していたが、2014年（平成26年）3月15日・2018年（平成30年）3月17日のダイヤ改正で日中の運行はほとんどが廃止され、20分間隔での運行は朝・夕方以降のみとなった。
九州新幹線鹿児島ルートの全線開業以前は下り3本（土曜・休日4本）・上り7本の運行で、ほとんどの列車が門司港駅発着で運行されていた。

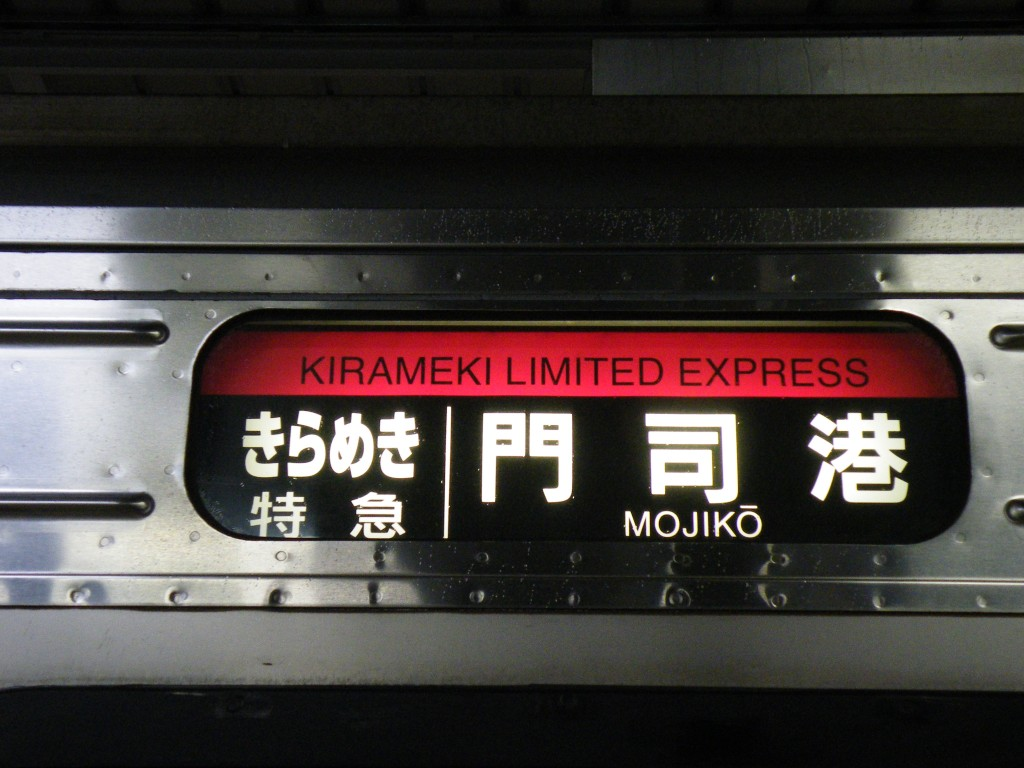
783系の「きらめき」の側面方向幕 （2009年12月）
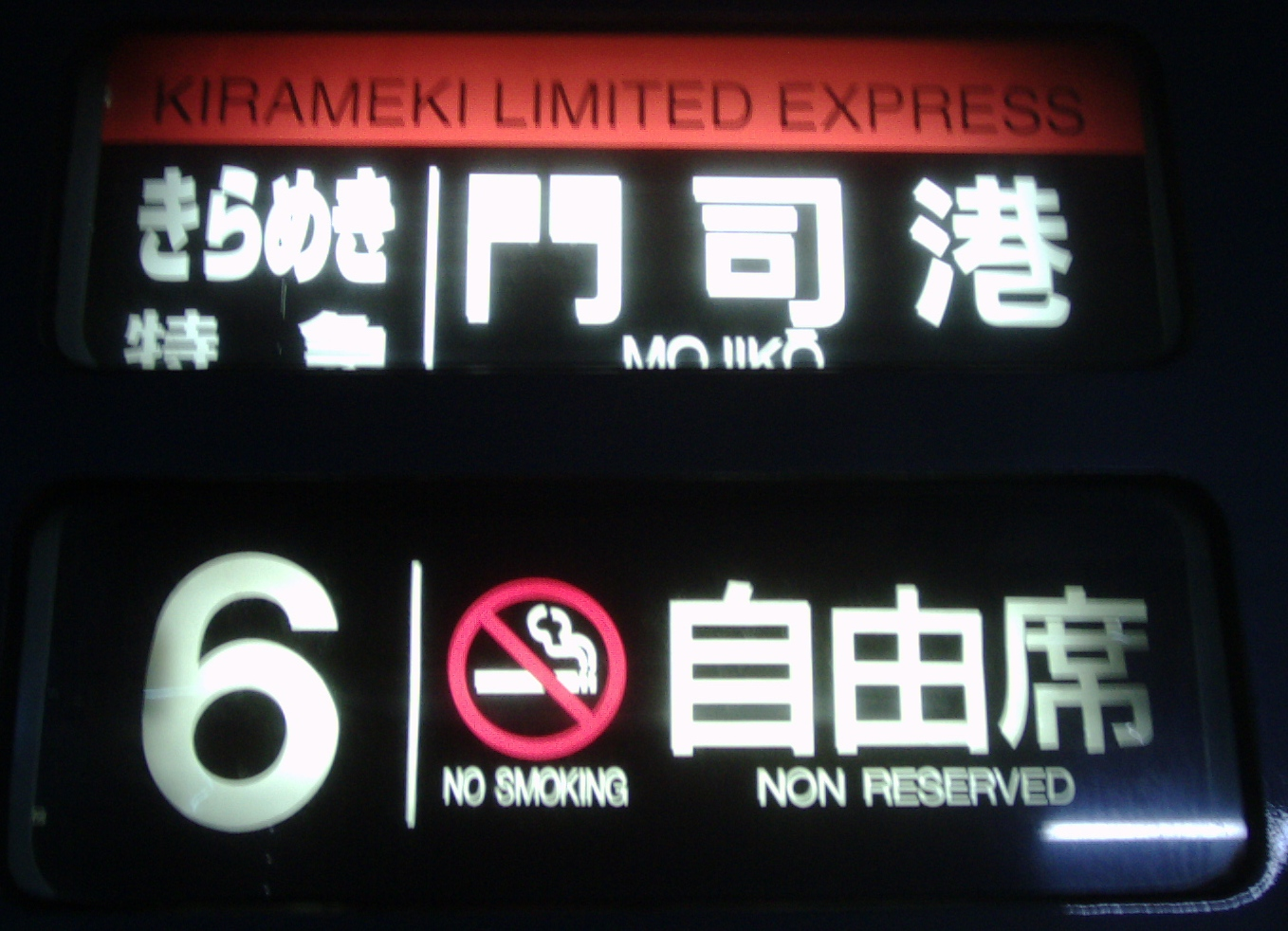
787系の「きらめき」の側面方向幕 （2005年3月18日）

### 停車駅
門司港駅・小倉駅発着列車
門司港駅 - 門司駅 - 小倉駅 - 戸畑駅 -（八幡駅）- 黒崎駅 - 折尾駅 - 赤間駅 -（東郷駅）- 福間駅 -（香椎駅）-（吉塚駅） - 博多駅
行橋駅始発列車
行橋駅 - 下曽根駅 - 小倉駅 - 戸畑駅 - 黒崎駅 - 折尾駅 - 赤間駅 - 福間駅 - 博多駅
- （ ）は一部列車のみ停車。
  - 八幡駅・東郷駅は下り3号、上り6・8・10・12・14号が停車。
  - 香椎駅は下り5号、上り2号が停車。
  - 吉塚駅は下り3号、上り2号が停車。
- かつては時期によってスペースワールド駅に臨時停車する列車が設定されていた。

停車駅の詳細は以下の表を参照。
凡例
- ●：停車
- ←・→：通過（矢印は運転方向）
- ＝：経由無し

| 路線名   | 路線名             | 日豊本線 | 日豊本線 | 鹿児島本線 | 鹿児島本線 | 鹿児島本線 | 鹿児島本線 | 鹿児島本線 | 鹿児島本線 | 鹿児島本線 | 鹿児島本線 | 鹿児島本線 | 鹿児島本線 | 鹿児島本線 | 鹿児島本線 | 鹿児島本線 |
| 運行本数 | 号数               | 行橋駅   | 下曽根駅 | 門司港駅   | 門司駅     | 小倉駅     | 戸畑駅     | 八幡駅     | 黒崎駅     | 折尾駅     | 赤間駅     | 東郷駅     | 福間駅     | 香椎駅     | 吉塚駅     | 博多駅     |
| -------- | ------------------ | -------- | -------- | ---------- | ---------- | ---------- | ---------- | ---------- | ---------- | ---------- | ---------- | ---------- | ---------- | ---------- | ---------- | ---------- |
| 下り1本  | 1号                |          |          | ●          | ●          | ●          | ●          | →          | ●          | ●          | ●          | →          | ●          | →          | →          | ●          |
| 上り1本  | 2号                |          |          |            |            | ●          | ●          | ←          | ●          | ●          | ●          | ←          | ●          | ●          | ●          | ●          |
| 下り1本  | 3号                |          |          | ●          | ●          | ●          | ●          | ●          | ●          | ●          | ●          | ●          | ●          | →          | ●          | ●          |
| 上り1本  | 4号                |          |          |            |            | ●          | ●          | ←          | ●          | ●          | ●          | ←          | ●          | ←          | ←          | ●          |
| 下り1本  | 5号                |          |          |            |            | ●          | ●          | →          | ●          | ●          | ●          | ●          | ●          | ●          | →          | ●          |
| 上り5本  | 6・8・10・12・14号 |          |          | ●          | ●          | ●          | ●          | ←          | ●          | ●          | ●          | ←          | ●          | ←          | ←          | ●          |
| 下り1本  | 101号              | ●        | ●        | ＝         | ＝         | ●          | ●          | →          | ●          | ●          | ●          | →          | ●          | →          | →          | ●          |
| 停車本数 | 下り               | 1        | 1        | 2          | 2          | 4          | 4          | 1          | 4          | 4          | 4          | 1          | 4          | 1          | 1          | 4          |
| 停車本数 | 上り               | 0        | 0        | 5          | 5          | 7          | 7          | 5          | 7          | 7          | 7          | 5          | 7          | 1          | 1          | 7          |

### 官兵衛きらめき
2014年（平成26年）7月19日より土曜・休日を中心に、この年放送されたNHK大河ドラマ『軍師官兵衛』にちなみ、本来の「きらめき」7号を柳ヶ浦駅始発に変更した臨時特急「官兵衛きらめき」7号が運行を開始した。787系BM-13編成に官兵衛ラッピングが施され、「官兵衛きらめき」に優先的に運用されていた。
「軍師官兵衛」の放送終了後ラッピング編成は姿を消したが、「官兵衛きらめき」は2014年（平成26年）度よりも大幅に運行日は削減されたものの、2016年（平成28年）のゴールデンウィークまで設定されていた（号数は7号から97号に変更）。また2014年（平成26年）・2015年（平成27年）には築城基地航空祭の開催日に、博多駅 - 中津駅間に航空祭向けの臨時特急「官兵衛きらめき」91・92号が運転された。
なお、2020年（令和2年）3月14日から2021年（令和3年）3月12日まで、土曜・休日に運転される小倉駅始発の93号は、一部運転日に中津駅始発で運転されていた。

#### 停車駅
7号→97号
柳ヶ浦駅 → 中津駅 →（宇島駅）→ 行橋駅 → 小倉駅 → 戸畑駅 → 黒崎駅 → 折尾駅 → 赤駅 → 博多駅
- （ ）は97号のみ停車[5][6]

91・92号
博多駅 -（香椎駅）- 赤間駅 - 折尾駅 - 黒崎駅 -（八幡駅）- 戸畑駅 - 小倉駅 -（下曽根駅）- 行橋駅 - 築城駅 -（宇島駅）- 中津駅
- （ ）は91号のみ停車[7][8]
  - 列車号数は日豊本線内の上下方向に合わせたため、通常の「きらめき」とは逆に博多駅発が奇数となっていた。

### 使用車両・編成
南福岡車両区に所属する885系電車、787系電車、783系電車（ハイパーサルーン）が充当されている。いずれも通勤・通学時間帯のライナー的役割を担うこともあり、普通車は自由席が大半を占め指定席は1室のみの設定（787系は1両、783系・885系は0.5両）となっているほか、平日は普通車指定席の設定がない列車も少なくない。
885系は下り1本（5号）・上り2本（4・14号）に充当されている。2024年（令和6年）3月16日から充当されているほか、運行開始当初から2005年（平成17年）までと、2008年（平成20年）から2009年（平成21年）までも充当されていた。
787系はDXグリーンとグリーン個室を連結した編成が下り2本・上り3本に充当され、1往復は8両編成（下り1号・上り6号）、1.5往復（下り101号・上り2・8号）は6両編成で運転されている。2011年（平成23年）3月12日のダイヤ改正で「リレーつばめ」「有明」の博多駅以北を編入したため、783系で運行の2往復を除いて787系に車両が統一されていたが、2018年（平成30年）3月17日のダイヤ改正で本数減と一部列車の783系への変更に伴い、787系での運用は大幅に減少した。しかし2021年（令和3年）3月13日のダイヤ改正で783系充当の列車の大半が廃止されたため、再び787系主体での運転となっている。
783系は下り1本・上り2本が「みどり」用の4両編成と「ハウステンボス」用の4両編成によって運転され、上り1本（10号）は「みどり」編成（5 - 8号車）、上り1本（12号）は「ハウステンボス」編成（1 - 4号車）、下り1本（3号）は両編成を連結した8両編成で運転されている。2001年（平成13年）3月3日の運用開始以降長らく2往復（下り1本は土曜・休日のみ運転）のみでの運用であったが、2018年（平成30年）3月17日のダイヤ改正で「きらめき」での運用が増加し、本数では787系を逆転した。しかし2021年（令和3年）3月13日のダイヤ改正で2018年（平成30年）以前と同程度の本数に戻っている。
運行開始当初は通勤時間帯にのみ運転されるという使命を持っていたため、他の特急列車の間合い運用によって運行されており、九州新幹線鹿児島ルート全線開業直前の2011年（平成23年）2月時点では以下の車両により運行されていた。
- 783系（2001年〈平成13年〉より充当）
  - 「みどり」＋「ハウステンボス」編成：1往復
  - CM35編成：1往復
なお平日の下り列車は「ハウステンボス」編成＋「みどり」編成+CM35編成（3編成連結）による1本の列車として運行。
- 787系（運行開始当初より充当）
  - 「リレーつばめ」編成：上り2本
  - 「有明」6両編成：下り2本・上り1本
  - 「有明」4両編成：上り1本
- 883系：上り1本
  - 「ソニック」編成。2008年（平成20年）の一時期および2009年（平成21年）より充当

2011年（平成23年）3月12日のダイヤ改正で783系で存続する1.5または2往復（ただしCM35編成での運用は旧「にちりん」4両編成に変更）を除いて787系6両編成に統一され、2014年（平成26年）3月15日のダイヤ改正で787系の「かもめ」「みどり」が7両編成に増結されたことに伴い「きらめき」でも一部列車が7両編成での運行になった。かつては平日のみながら787系6両編成を2本連結、あるいは783系「ハウステンボス」編成＋「みどり」編成＋旧「にちりん」編成による12両編成で運行する列車も存在した。2018年（平成30年）3月17日のダイヤ改正では783系での運用拡大、787系での運用縮小の他に、787系での2編成連結運転および783系での3編成連結運転の終了や、上りではそれまで「みどり32号」として博多駅に到着した783系「みどり」編成＋「ハウステンボス」編成の8両編成をそのまま1本に充てていたのを、博多駅で分割して4両ずつ2本の列車の運用に充てる、といった変更が行われている。

## 沿革

### 2000年代の動き
- 2000年（平成12年）3月11日：JR九州が門司港駅 - 博多駅間を鹿児島本線経由で運行する特急「きらめき」が運転開始。当時は上り2本の設定で、787系電車・885系電車を使用。
- 2001年（平成13年）3月3日：博多駅発着の「ホームライナー」系統を全て「きらめき」に統合・格上げし、下り2本・上り5本の運転となる。783系の使用を開始。小倉駅発着列車も設定。
  - このときの「ホームライナー」の特急格上げおよび「にちりん」の博多口撤退により、博多駅に発着する485系電車使用の定期列車は消滅。
- 2003年（平成15年）3月15日：それまで小倉駅 - 水前寺駅間で運行していた「有明」1号の小倉駅 - 博多駅間が「きらめき」1号として独立し、下りは3本の運行となる。
- 2004年（平成16年）3月13日：前年独立した「きらめき」1号が「リレーつばめ」に編入され、下りは2本の運転に戻る。
- 2005年（平成17年）
  - 3月1日：上り1本を中津行きの「ソニック」に変更し[10]、上りは4本の運転となる。885系の充当は終了。
  - 10月1日：「きらめき」が1往復増発し、下り3本・上り5本の運転となる。
- 2007年（平成19年）3月18日：全列車全車両が禁煙とされる。
- 2008年（平成20年）
  - 3月15日：「きらめき」が上り1本増発され、下り3本・上り6本になる。883系の使用開始。
    - 883系で運行される6号は、翌日の朝に運転される小倉駅始発の「ソニック」201号の送り込み列車を兼ねるが、「ソニックにちりん」「ソニック」以外の列車に所定のダイヤで883系が充当されるのは、1995年（平成7年）・1997年（平成9年）のダイヤ改正の直前に短期間「にちりん」に充当されたのを除けば初めての事例であった。またこれにより、「きらめき」はJR九州が開発した特急形電車（783系・787系・883系・885系）が全て所定のダイヤ上で定期列車に充当された経験を持つ初めての列車となった。

  - 7月19日：「きらめき」6号→「ソニック」201号の運用を885系電車に変更。これにより883系は4か月で「きらめき」から撤退し、代わりに885系が3年4か月ぶりに「きらめき」運用に復帰。
- 2009年（平成21年）3月14日：1往復増発し（下りは土曜・休日のみの運転）、下り3 - 4本・上り7本の運行となる。また「ソニック」の車両運用の変更に伴い885系は再び撤退し、代わりに883系が「きらめき」運用に復帰。

### 2010年代の動き
- 2011年（平成23年）3月12日：九州新幹線鹿児島ルート全線開業に伴うダイヤ改正により、以下のように変更[1]。
  1. 「きらめき」は「リレーつばめ」「有明」の博多駅以北を編入する形で下り14本（土曜・休日は16本）・上り17本に増発、日中毎時2本運転される「ソニック」と合わせて、ダイヤ改正前同様に小倉駅 - 博多駅間で1時間あたり3本の特急が運転される[1]。
  2. 使用車両は783系のままで残る2往復（うち下り1本は土曜・休日のみ運行）を除き、787系6両編成（DXグリーン席・グリーン個室連結）に統一。これにより883系は再度「きらめき」から撤退。
- 2012年（平成24年）7月2日 - 9月7日：電力不足による節電対策として、平日に限り日中の3往復を運休する[11]。
- 2014年（平成26年）
  - 3月15日：ダイヤ改正。日中の小倉駅発着3往復を削減し、下り11本（土曜・休日は13本）・上り14本の運行とする[12]。また、787系充当列車のうち2往復を7両編成とする。
  - 7月19日：臨時特急「官兵衛きらめき」運行開始[3][4]。
- 2018年（平成30年）3月17日：ダイヤ改正に伴い以下のように変更[13]。
  1. 「きらめき」は日中の下り5本・上り4本を削減。
  2. 従来柳ヶ浦駅発着だった「ソニック」101・102号を門司港駅・小倉駅発着に変更の上で「きらめき」に編入（なお「ソニック」101・102号は中津駅 - 大分駅間の列車の名前として存続）。
  3. 上りの最終列車（改正前28号・改正後22号）は土曜・休日（事実上は金曜・休前日）のみの運転となる。
    - 以上の変更により「きらめき」はが平日下り7本・上り10本、土曜・休日下り9本・上り11本の運行となり、運行時間も朝・夕方以降のみとなる。また787系運用の一部が783系に置き換えられる。

### 2020年代の動き
- 2020年（令和2年）
  - 3月14日：ダイヤ改正に伴い以下のように変更[14]。
    1. 5号が博多駅 - 佐賀駅間運行の「かもめ」101号に編入され、「きらめき」は下りのみ1本減少。7号以降の下り「きらめき」は号数が2ずつ繰り上がる。
    2. 土曜・休日運転の下り2本の号数を101・103号から91・93号に変更。このうち93号の一部運転日は中津始発での運転とする。

  - 3月20日：新型コロナウイルス感染症による利用客減少に伴い、「きらめき」では以下の措置が取られる。なお、現時点では5月31日までについて発表されているものである[15][16][17][18]。
    1. 3月20日 - 4月5日：22号を運休、93号は始発駅を中津駅から小倉駅に変更。
    2. 4月6日 - 4月17日：土曜・休日のみ4往復（2・4・7・8・9・11・22・93号）を運休。
    3. 4月18日 - 5月31日（5月2日 - 6日を除く）：土曜・休日のみ下り4本・上り5本（4月6日 - 4月17日までの運休分に16号を追加）を運休。
    4. 5月2日 - 5月6日：6号を除く全列車を運休。

  - 5月2日 - 5月6日：新型コロナウイルス感染症対策として、JR九州管内の特急列車全便運休の方針により、期間中の「きらめき」を全便運休[19][20]。
  - 11月1日 - 当面の間：新型コロナウイルス感染症による利用客減少に伴い、2往復（2・7・22・91号）を運休予定[21]。
- 2021年（令和3年）3月13日：ダイヤ改正により以下のように変更[22][23]。
  1. 1・2・7・14・16・22号の運転を取りやめ（1号は代替の快速列車を設定、16号の時間帯には後続の「ソニック」201号が繰り上げられて運転される）、「にちりんシーガイア」24号の小倉駅 - 博多駅間を系統分割し「きらめき」に編入（9号）。全体では下り1本・上り4本が減少し、朝下り2本以外の列車は夕方以降の運転となる。また土曜・休日のみ運転の91・93号は時刻表上設定がなくなる。
  2. 783系の一部編成が定期運用を離脱したことに伴い、「きらめき」での783系の充当は下り1本・上り2本となり、使用編成も「みどり」編成と「ハウステンボス」編成のみとなる。
- 2022年（令和4年）
  - 3月12日：ダイヤ改正により、1・2号が福間駅に停車するようになる。これにより福間駅を通過するのは夜間の下り列車（5・7・9号）のみとなり、上り列車は全て停車するようになったほか、全列車が福間駅・香椎駅のどちらか一方に停車する形をとるようになる。
  - 4月1日：特急料金の改定。同時に、きらめき運行区間内での自由席特急券の車内発売料金を事前購入より200円割増とする[24]。
  - 9月23日：ダイヤ改正[25]。
    1. 7号の運転を取りやめ。
    2. 9号を佐賀駅まで延長運転とし、「かささぎ」201号に編入。
    3. 14号を武雄温泉駅始発とし、「リレーかもめ」64号に編入。
      - 結果、「きらめき」は下り3本（門司港始発2本、小倉始発1本）、上り6本（門司港行き5本、小倉行き1本）となる。また、吉塚駅停車が3号のみとなる
- 2023年（令和5年）7月1日：ダイヤ見直しにより、5号が福間駅に停車するようになる。これにより全列車が福間駅に停車となる[26]。
- 2024年（令和6年）
  - 2月10日：中津発博多行きの291号を、臨時列車扱いで土曜・休日に設定[27][28]。
  - 3月16日：1往復（下り5号・上り2号）が885系による運転となる[29]。
  - 4月6日：291号が下曽根駅に停車するようになる[30]。
- 2025年（令和7年）
  - 3月15日：ダイヤ改正により、291号に代わる定期列車として行橋始発の101号を設定[31][32]。また、朝時間帯に上り列車1本を新規設定。